# المعلم العظيم أونيزوكا
غريت تيتشر أونيزوكا (باليابانية: グレート・ティーチャー・オニヅカ، بالروماجي: Gurēto Tīchā Onizuka)، أو GTO، هي سلسلة مانغا شونن من تأليف ورسوم توورو فوجيساوا. نشرت المانغا لأول مرة في مجلة شونن الأسبوعية من مايو 1997 إلى أبريل 2002. تركز القصة على بوسوزوكو سابق في ال22 من العمر إيكيتشي أونيزوكا، الذي صار أستاذاً في مدرسة متوسطة أهلية، أكاديمية الغابة المقدسة، في طوكيو، اليابان. فازت المانغا بجائزة مانغا كودانشا للشونن، وهي تكملة لسلسلتي مانغا توورو فوجيساوا السابقة شونان جون'أي جومي (جماعة الحب النقي من شونان) وباد كمبني، وكلتاهما تركزان على حياة أونيزوكا قبل أن يصير معلماً في غريت تيتشر أونيزوكا.
بسبب شهرة المانغا، أُنشئت العديد من الوسائل الإعلامية لـGTO. من بين هذه الوسائل دراما تلفزيونية يابانية من 12 حلقة بُثت من يوليو إلى سبتمبر 1998؛ فيلم حركة حية من إخراج ماسايوكي سوزوكي وأُصدر في ديسمبر 1999؛ ومسلسل أنمي تلفزيوني ب43 حلقة بُث في اليابان على تلفزيون فوجي وأنيماكس من يونيو 1999 إلى سبتمبر 2000. بُث مسلسل حركة حية ثانٍ في اليابان خلال 2012.

## القصة
إيكيتشي أونيزوكا هو بوسوزوكو سابق في ال22 من عمره وأعزب. أثناء اختلاسه للنظر تحت تنورات فتيات في مركز تسوق محلي، التقى أونيزوكا فتاة وافقت على الخروج معه في موعد. محاولة أونيزوكا لمضاجعتها فشلت عندما ظهر «صديقها» الحالي (معلمها) قرب فندق الحب الذي ذهبا إليه وطلب منها العودة إليه. المعلم مسن وغير جذاب، لكن له تأثيراً ملحوظاً عليها حتى أنها قفزت من نافذة في الطابق الثاني من الفندق وهبطت بين ذراعيه.
أونيزوكا، بعد رؤية المشهد من تأثير المعلم على الفتيات، قرر أن يصير معلماً أيضاً. مع ذلك، بالكاد حصل أونيزوكا على شهادة التعليم، من كلية من الدرجة الثانية. أثناء بحثه، اكتشف شيئين مهمين: أن لديه ضميراً وحساً أخلاقياً. هذا يعني أن استغلال الطالبات الحساسات ملغى، لكن أمهاتهن الجذابات مسألة أخرى. أونيزوكا يكره نظام التعليم التقليدي، خاصة مع نمو النظام.متجاهلاً الطلاب واحتياجاتهم.
مع هذه الإدراكات، قرر أن يصير أعظم المعلمين على الإطلاق، مستعملاً فلسفته الخاصة وقدرته على القيام بكل شيء تقريباً حين يتعرض لضغط كافٍ. حصل أونيزوكا على وظيفة كمعلم دائم في مدرسة مدارة أهلياً، في كيتشيجوجي، لترويض صف قاد أحد المعلمين لموت غامض، ومعلمة أخرى لانهيار عصبي، وانضمام آخر إلى طائفة. بدأ أونيزوكا رحلة اكتشاف النفس باقتحامه للطلاب واحداً تلو الآخر، ومساعدته كل طالب في تجاوز مشاكله وتعلم الاستمتاع بالحياة بأصالة. يستعمل أونيزوكا طرقاً غير تقليدية، مخالفة للقانون، ومهددة للحياة كذلك، لكنه بطريقة ما، استطاع أن ينجح في التربية وانفتاح تلامذته.

## الإنتاج
أثناء تأليف GTO، تأثر فوجيساوا بأسلوب كتابة كوهيه تسوكا. كان من المخطط للسلسلة أن تستمر 10 مجلدات، لكنها تمددت بطلب من الناشر. بدأ الشخصيات تنفد من فوجيساوا نتيجة لذلك. عندما يواجه قسم الكتابة، يكتب قصصاً بدون أونيزوكا.
اسم أونيزوكا الأول، إيكيتشي، كان مأخوذاً من الموسيقي إيكيتشي يازاوا. أثناء تطوير شخصية أونيزوكا من أجل السلسلة، سعى فوجيساوا نحو إشراك سمات شخصية حقيقية من عصابات يابانية يشار إليها باسم «يانكيز». مظهر أونيزوكا مصمم إثر هكذا أعضاء عصابات ولكن من المنوي أن يحتوي «مظهراً أمريكياً». أونيزوكا يتصرف بصلابة وثقة لكنه في الواقع خجول وتنقصه الثقة لمتابعة بعض رغباته. ذو شخصية بسيطة يقف بأسبابه ومبادئه الخاصة وله ضميره الخاص. أعطاه فوجيساوا وجهة نظر هي أن عليك تحمل مسؤولية أفعالك، الشيء الذي يراه بنفس الأهمية.
دور أونيزوكا في المدرسة هي التزويد بجسر بين الطلاب والمعلمين. شخصية فويوتسكي تعكس وجهة نظر المعلم المتوسط. يسلط فوجيساوا الضوء على خبرته المدرسية حيث كان المعلمون يركزون بالأغلبية فقط على سجل أداء جيد أكثر من التعليم نفسه. إلا أنه كان قادراً على الاهتمام بالرياضيات بسبب قربه من معلمه، واستغل فوجيساوا هذه الخبرة لبناء السلسلة.

## وسائل الإعلام

### مانغا
نُشرت السلسلة في مجلة شونن الأسبوعية من 1997 إلى 2002. نُشر ما مجموعه 25 مجلداً بين 14 مايو 1997 و15 أبريل 2002. بحلول 9 يونيو 2009، أُصدرت تتمة لمانغا جي تي أو في مجلة شونن الأسبوعية، تحت عنوان «جي تي أو - شونان 14 يوم». سلسلة مانغا جديدة بعنوان «جي تي أو: الفردوس المفقود» مخطط لبدئها في مجلة يونغ الأسبوعية في أبريل 2014.

### حركة حية
بُثت نسخة دراما تلفزيونية يابانية حركة حية من إخراج ماسايوكي سوزوكي في فترة 7 يوليو-22 سبتمبر 1998. المسلسل أظهر تاكاشي سوريماتشي كأونيزوكا وكان له معدل قياس جمهور مقداره 28.5% مع الحلقة الأخيرة مسجلاً نسبة قدرها 35.7%. الحلقة الأخيرة كانت ثامن أكثر بث شوهد في منطقة كانتو خلال 1998. أشياء كثيرة عُدلت في نسخة الحركة الحية. فمثلاً، فويوتسكي معلمة حريصة تدعم أونيزوكا في المانغا، بينما في نسخة الحركة الحية، كرهت أونيزوكا في البداية وأرادت ترك التعليم لتصير مضيفة جوية. بثت حلقة تلفزيونية خاصة 29 يونيو 1999، ومن ثم تُبعت بفيلم مسرحي في يناير 2000. كان الفيلم ناجحاً في شباك التذاكر جانياً ¥1,320,000,000 مما جعله عاشر أعلى فيلم إيراداً للعام. أُصدر الفيلم في أمريكا الشمالية من قبل طوكيو شوك في 26 يوليو 2005.
في 2012، أُعلن أن مسلسل حركة حية جديد سوف يبث في اليابان. بُث المسلسل من 3 يوليو حتى 11 سبتمبر 2012. في البداية، كان جين أكانيشي سيلعب دور أونيزوكا، مع ذلك أُجبر على الانسحاب من قبل إدارته. عوضاً عنه، اختير أكيرا من الفرقة اليابانية إكسايل لتأدية دور أونيزوكا. بُثت حلقة خريف خاصة في 2 أكتوبر 2012، متبوعة بحلقة السنة الجديدة الخاصة في 2 يناير 2013 وخاصة للربيع في 2 أبريل 2013.
في 22 مارس 2014، مسلسل صغير بأربعة أجزاء سيبث في تايوان، قبل بثه في اليابان في وقت لاحق. يضع المسلسل الجديد أونيزوكا في مدرسة تايوانية كجزء من برنامج تدريبي ومن إنتاج ياباني-تايواني مشترك يحتوي حوارات يابانية وماندراين صينية. في مارس 2014، أُعلن أن سلسلة جديدة تقع في اليابان ستبث خلال يوليو 2014.

### أنمي
أُنتجت نسخة أنمي ب43 حلقة في استوديو بييرو وعُرضت بدءاً من 30 يونيو 1999 حتى 24 سبتمبر 2001. قام بإخراجه نوبوبوكي أبِه وهيرويوكي إيشيدو. يوشيوكي سوغا زود بالنصوص، بعد كتابته النص لنسخة الحركة الحية من قبل.

## الاستقبال
في مانغا: الدليل الكامل، أشار جيسون ثومبسون إلى السلسلة كـ«وقحة، متحيزة جنسياً بشكل متكرر، ومرحة بالكامل». يضيف «القاعدة في المانغا هو أنه كل مرة يقوم أونيزوكا بشيء رائع ويثلج الصدر، يجب فوراً أن يفعل شيئاً متخلفاً بشكل لا يُصدق». مدح السلسلة لكونها طازجة خلال التصوير، الفن المفصل وحوار الثقافة الشعبية بالرغم من أن المعادلة تعيد نفسها. أخيراً قال بأنها «تقترب من التهكم الاجتماعي الواقعي». أعطى السلسلة أربع نجمات من أربع.
في ذا دوراما إنسايكلوبيديا، جوناثان كليمينتس وموتوكو تامامُرو نوَّها إلى أن الاقتراب الموضوعي والفكاهي للسلسلة تُلُقِّي جيداً من قبل الجمهور المراهق.
في موسوعة الأنمي: دليل للرسوم المتحركة اليابانية منذ 1917، جوناثان كليمينتس وهيلين مكارثي نبَّها لاستعمال سحابة الحاسوب والتأثيرات المائية في نسخة الأنمي. مع إعجابهما بمزايا سماح نسخة الأنمي بعنف أكثر، فقد سميا نسخة الحركة الحية الأولى «GTO المجوهرة».

## وصلات خارجية
- المعلم العظيم أونيزوكا (فيلم) في شبكة أخبار الأنمي
- غريت تيتشر أونيزوكا على موقع IMDb (الإنجليزية)
- غريت تيتشر أونيزوكا على موقع ألو سيني (الفرنسية)
- غريت تيتشر أونيزوكا على موقع ANN manga (الإنجليزية)